# Пальм, Конрад
Конрад «Конни» Пальм (1907—1951) — шведский инженер и учёный, известный несколькими значительными вкладами в теорию телетрафика и теорию массового обслуживания.

## Биография
Родился 31 мая 1907 года в Стокгольме. В 1925 году поступил в Электротехническую школу при Королевском техническом институте (швед. Kungliga Tekniska högskolan, (KTH)). Профессор Хакан Стерки (швед. Håkan Sterky), который был консультантом диссертации Пальма, характеризовал его как человека, ведущего богемный образ жизни, и при этом выдающегося статистика. Как пишет Енсен, натура Конрада Пальма представляла собой редкое сочетание изысканной утончённости, гениальности, технических навыков и математических способностей.
Пальм начал свою исследовательскую работу ещё до окончания учебного заведения, и не потому, что некоторые курсы казались ему слишком сложными, а просто из-за утраты интереса к ним. Чтобы заставить Конрада сдавать соответствующие экзамены, было решено, что он будет получать ежемесячную зарплату от компании «Эрикссон» только тогда, когда сдаст экзамены. Стерки рассказывает, как Пальм приходил за несколько дней до получения зарплаты, желая сдать экзамен устно. Учёбу Пальм завершил в 1931 году, однако выпускной экзамен сдал только в 1940 году.
В том же, 1940 году, Пальм получил учёную степень кандидата технических наук, а в 1943 году — докторскую степень за диссертацию «Колебания интенсивности телефонного трафика» (нем. Intensitätsschwankungen im Fernsprechverkehr, англ. Intensity Variations in Telephone Traffic). За докторскую диссертацию Пальм был удостоен премии Польхема.
Деятельность Пальма была связана с фирмой «Эрикссон», где он стал работать с 1936 года, и Христианом Якобеусом. Кроме того, он работал с группой по теории массового обслуживания Харальда Крамера в Стокгольмском университете, где познакомился с Уильямом Феллером (1937 год).
Позже Пальм работал в Шведском совете по вычислительной технике (швед. Matematikmaskinnämnden), где вёл проект по разработке первого шведского электромеханического компьютера, названного «БАРК» (швед. BARK - Binär Aritmetisk Relä-Kalkylator (1947—1951)), который также получил неформальное название «КОНИАК» (англ. CONIAC - Conny [Palm] Integrator And Calculator). В 1950 году, по результатам работы над компьютером «БАРК», Пальм был награждён Орденом Вазы степени «Рыцарь».
Также, Пальм являлся приглашённым профессором в Королевском техническом институте (швед. KTH). Учёный скончался 44-х лет, в Стокгольме, 27 декабря 1951 года, от болезни.

## Труды
- Conny Palm. Intensity Variations in Telephone Traffic = Intensitätsschwankungen im Fernsprechverkehr. — Elsevier Science Ltd, June 1988. — С. 218. — ISBN 0444704728, 978-0444704726. — Книжная версия докторской диссертации К. Пальма 1943 года, переведённой Христианом Якобеусом с немецкого на английский язык.
- Другие работы перечислены в статьях А. Енсена[2] и Р. Хогена[1].